# Leichtathletik-Weltmeisterschaften 2022/Teilnehmer (Chile)
| Goldmedaillen | Silbermedaillen | Bronzemedaillen |
| ------------- | --------------- | --------------- |
| —             | —               | —               |

Der Leichtathletikverband von Chile nahm an den Leichtathletik-Weltmeisterschaften 2022 in Eugene teil. Sechs Athletinnen und Athleten wurden vom chilenischen Verband nominiert.

## Ergebnisse

### Männer

#### Sprung/Wurf
| Athlet            | Disziplin  | Qualifikation | Qualifikation | Finale     | Finale |
| Athlet            | Disziplin  | Weite/Höhe    | Platz         | Weite/Höhe | Platz  |
| ----------------- | ---------- | ------------- | ------------- | ---------- | ------ |
| Lucas Nervi       | Diskuswurf | NM            | NM            | DNQ        | DNQ    |
| Claudio Romero    | Diskuswurf | 61,69 m       | 20            | DNQ        | DNQ    |
| Humberto Mansilla | Hammerwurf | 75,33 m       | 11            | 73,91 m    | 10     |
| Gabriel Kehr      | Hammerwurf | DNS           | DNS           | DNQ        | DNQ    |

### Frauen

#### Sprung/Wurf
| Athlet         | Disziplin   | Qualifikation | Qualifikation | Finale     | Finale |
| Athlet         | Disziplin   | Weite/Höhe    | Platz         | Weite/Höhe | Platz  |
| -------------- | ----------- | ------------- | ------------- | ---------- | ------ |
| Ivana Gallardo | Kugelstoßen | 16,20 m       | 27            | DNQ        | DNQ    |
| Karen Gallardo | Diskuswurf  | 57,78 m       | 22            | DNQ        | DNQ    |